# Paratuerta comorana
Paratuerta comorana là một loài bướm đêm trong họ Noctuidae.